# 恩乐镇
恩乐镇，是中华人民共和国云南省普洱市镇沅彝族哈尼族拉祜族自治县下辖的一个乡镇级行政单位。

## 行政区划
恩乐镇下辖以下地区：
城关社区、恩乐村、团结村、民江村、勤劳村、五一村、文旧村、玻烈村、大平掌村和复兴村。